# Olympische Sommerspiele 1956/Teilnehmer (Südkorea)
| Gelbes Symbol für Goldmedaillen mit stilisierten Olympischen Ringen | Graues Symbol für Silbermedaillen mit stilisierten Olympischen Ringen | Braundes Symbol für Bronzemedaillen mit stilisierten Olympischen Ringen |
| ------------------------------------------------------------------- | --------------------------------------------------------------------- | ----------------------------------------------------------------------- |
| —                                                                   | 1                                                                     | 1                                                                       |

Südkorea nahm an den Olympischen Sommerspielen 1956 im australischen Melbourne mit einer Delegation von 35 männlichen Sportlern an 23 Wettkämpfen in sieben Sportarten teil.
Seit 1948 war es die dritte Teilnahme des Landes an Olympischen Sommerspielen.
Jüngster Athlet war mit 20 Jahren und 321 Tagen der Basketballspieler Kim Yeong-gi, ältester Athlet der Gewichtheber Kim Seong-jip (37 Jahre und 316 Tage).

## Medaillen
Mit je einer gewonnenen Silber- und Bronzemedaille belegte das südkoreanische Team Platz 29 im Medaillenspiegel.

### Silber
| Name            | Sportart | Wettbewerb    |
| --------------- | -------- | ------------- |
| Song Soon-cheon | Boxen    | Bantamgewicht |

### Bronze
| Name          | Sportart     | Wettbewerb    |
| ------------- | ------------ | ------------- |
| Kim Chang-hee | Gewichtheben | Leichtgewicht |

## Teilnehmer nach Sportarten

### Basketball
- Ergebnisse
Hauptrunde: Gruppe C, drei Punkte, 194:255 Punkte, Rang vier, nicht für das Viertelfinale qualifiziert
76:83 (28:42)-Niederlage gegen Republik China (Taiwan)
Topscorer: Kim Yeong-gi (20 Punkte)
58:89 (33:47)-Niederlage gegen Bulgarien
Topscorer: Baek Jeong-nam, Go Se-tae, Kim Chun-bae (zwölf Punkte)
83:60 (25:35)-Niederlage gegen Uruguay
Topscorer: Baek Jeong-nam (17 Punkte)
Spiele um die Plätze neun bis 15: Gruppe zwei, null Punkte, 130:157 Punkte, Rang vier
63:74 (31:32, 62:62)-Niederlage nach Verlängerung gegen Kanada
Topscorer: An Byeong-seok, An Yeong-sik (17 Punkte)
67:83 (23:36)-Niederlage gegen Japan
Topscorer: keine Angaben
Spiel um die Plätze 13 bis 15
61:47 (33:28)-Sieg gegen Thailand
Topscorer: Kim Yeong-su
79:92-Niederlage gegen Singapur
Topscorer: An Byeong-seok (22 Punkte)
Rang 14
- Kader
An Byeong-seok
An Yeong-sik
Baek Jeong-nam
Choi Tae-gon
Go Se-tae
Jo Byeong-hyeon
Kim Chun-bae
Kim Hyeong-il
Kim Yeong-gi
Kim Yeong-su

### Boxen
- Baek Do-seon
  - Leichtgewicht

Rang neun
Runde eins: Freilos
Runde zwei: Niederlage gegen André Vairolatto aus Frankreich durch Aufgabe in Runde zwei

- Hwang Ui-gyeong
  - Halbweltergewicht

Rang fünf
Runde eins: Freilos
Runde zwei: Sieg gegen Manuel de los Santos aus den Philippinen durch Disqualifikation in Runde zwei
Viertelfinale: Punktniederlage gegen Constantin Dumitrescu aus Rumänien

- Jeong Do-hun
  - Federgewicht

Rang neun
Runde eins: Freilos
Runde zwei: Niederlage nach Punkten gegen Ján Zachara aus der Tschechoslowakei

- Pyo Hyeon-gi
  - Fliegengewicht

Rang neun
Runde eins: Freilos
Runde zwei: Punktniederlage gegen René Libeer aus Frankreich

- Song Soon-cheon
  - Bantamgewicht

Rang zwei 
Runde eins: Sieg gegen Alberto Adem von den Philippinen nach Punkten
Runde zwei: Punktsieg gegen Bobby Bath aus Australien
Viertelfinale: gegen Carmelo Tomaselli aus Argentinien nach Punkten gewonnen
Halbfinale: Sieg nach Punkten gegen Claudio Barrientos aus Chile
Finale: Niederlage nach Punkten gegen Wolfgang Behrendt aus Deutschland

### Gewichtheben
- Kim Chang-hee
  - Leichtgewicht

Finale: 370,0 kg, Rang drei 
Militärpresse: 107,5 kg, Rang neun
Reißen: 112,5 kg, Rang drei
Stoßen: 150,0 kg, Rang eins

- Kim Hae-nam
  - Bantamgewicht

Finale: 307,5 kg, Rang fünf
Militärpresse: 85,0 kg, Rang neun
Reißen: 95,0 kg, Rang fünf
Stoßen: 127,5 kg, Rang vier

- Kim Seong-jip
  - Mittelgewicht

Finale: 380,0 kg, Rang fünf
Militärpresse: 125,0 kg, Rang zwei
Reißen: 110,0 kg, Rang zehn
Stoßen: 145,0 kg, Rang sechs

- Lee Gyeong-seop
  - Federgewicht

Finale: 312,5 kg, Rang acht
Militärpresse: 90,0 kg, Rang 14
Reißen: 95,0 kg, Rang sieben
Stoßen: 127,5 kg, Rang drei

- Park Dong-cheol
  - Mittelschwergewicht

Finale: Wettkampf nicht beendet
Militärpresse: 120,0 kg, Rang zwölf
Reißen: kein gültiger Versuch
Stoßen: Wettkampf nicht angetreten

- Yu In-ho
  - Bantamgewicht

Finale: 320,0 kg, Rang vier
Militärpresse: 90,0 kg, Rang fünf
Reißen: 95,0 kg, Rang fünf
Stoßen: 135,0 kg, Rang eins

### Leichtathletik
- Choi Chung-sik
  - Marathon

Finale: 2:36:53 Stunden, Rang zwölf

- Choi Yeong-gi
  - Dreisprung

Qualifikationsrunde: 14,86 Meter, Rang 20, für das Finale qualifiziert
Versuch eins: 14,86 Meter
Versuch zwei: ausgelassen
Versuch drei: ausgelassen
Finale: 14,65 Meter, Rang 21
Versuch eins: 14,65 Meter
Versuch zwei: ungültig
Versuch drei: ungültig

- Im Hwa-dong
  - Marathon

Finale: Wettkampf nicht beendet (DNF)

- Lee Chang-hoon
  - Marathon

Finale: 2:28:45 Stunden, Rang vier

- Seo Yeong-ju
  - Weitsprung

Qualifikationsrunde: 7,09 Meter, Rang 18, nicht für das Finale qualifiziert
Versuch eins: 7,08 Meter
Versuch zwei: 7,09 Meter
Versuch drei: 6,92 Meter

- Sim Sang-ok
  - 800 Meter Lauf

Runde eins: ausgeschieden in Lauf vier (Rang sechs), 1:55,5 Minuten (handgestoppt), 1:55,56 Minuten (automatisch gestoppt)
  - 1500 Meter Lauf

Runde eins: ausgeschieden in Lauf zwei (Rang 13), 4:09,0 Minuten (handgestoppt)

- Song Gyo-sik
  - Hammerwurf

Qualifikationsrunde: 53,74 Meter, Rang 16, nicht für das Finale qualifiziert
Versuch eins: 53,30 Meter
Versuch zwei: ungültig
Versuch drei: 53,74 Meter

### Radsport
Straße

- Im Sang-jo
  - Straßenrennen (187,73 km)

Finale: Wettkampf nicht beendet (DNF)

- Kim Ho-sun
  - Straßenrennen (187,73 km)

Finale: 5:34:37 Minuten, Rang 37

### Ringen
Freistil
- Lee Jeong-gyu
  - Fliegengewicht

ausgeschieden nach Runde zwei mit drei Minuspunkten
.Runde eins: Schultersieg gegen Abdul Aziz aus Pakistan, null Minuspunkte
.Runde zwei: Punktniederlage gegen Baban Daware aus Indien, drei Minuspunkte

- Lee Sang-gyun
  - Bantamgewicht

Rang vier, vier Minuspunkte
Runde eins: Schultersieg gegen Ernesto Ramel aus den Philippinen, null Minuspunkte
Runde zwei: 2:1-Punktsieg gegen Din Zahur aus Pakistan, ein Minuspunkt
Runde drei: Freilos
Runde vier: Punktniederlage gegen Minoru Iizuka aus Japan (0:3), vier Minuspunkte
Finalrunde: 0:3 Punktniederlage gegen Mohammad Mehdi Yaghoubi aus dem Iran

- O Tae-geun
  - Leichtgewicht

ausgeschieden nach Runde zwei mit sechs Minuspunkten
Runde eins: Schulterniederlage gegen Muhammad Ashraf aus Pakistan, drei Minuspunkte
Runde zwei: Schulterniederlage gegen Alimbeg Bestajew aus der Sowjetunion, sechs Minuspunkte

### Schießen
- Chu Hwa-il
  - Freies Gewehr Dreistellungskampf

Finale: 903 Punkte, Rang 19
Kniend: 286 Punkte, Rang 19
Runde eins: 73 Punkte
Runde zwei: 62 Punkte
Runde drei: 80 Punkte
Runde vier: 71 Punkte
Liegend: 338 Punkte, Rang 19
Runde eins: 88 Punkte
Runde zwei: 90 Punkte
Runde drei: 87 Punkte
Runde vier: 73 Punkte
Stehend: 279 Punkte, Rang 19
Runde eins: 67 Punkte
Runde zwei: 68 Punkte
Runde drei: 76 Punkte
Runde vier: 68 Punkte

- Kim Yun-gi
  - Freie Scheibenpistole

Finale: 463 Punkte, Rang 30
Runde eins: 76 Punkte, Rang 30
Runde zwei: 71 Punkte, Rang 32
Runde drei: 78 Punkte, Rang 32
Runde vier: 73 Punkte, Rang 32
Runde fünf: 81 Punkte, Rang 29
Runde sechs: 84 Punkte, Rang 24